# Ralph MacDonald
Ralph Anthony MacDonald (New York, 15 marzo 1944 – Stamford, 18 dicembre 2011) è stato un percussionista, arrangiatore e produttore discografico statunitense di origine trinbagoniana.
Ha composto, tra gli altri, il brano Where Is the Love, vincitore di un Grammy Award alla miglior interpretazione vocale di gruppo di Roberta Flack e Donny Hathaway; il brano Just the Two of Us, cantato da Bill Withers e Grover Washington Jr., e il singolo Mister Magic, eseguito da Grover Washington Jr., Roberta Flack e Amy Winehouse.

## Biografia
Cresciuto ad Harlem sotto la guida del padre trinbagoniano Patrick (un calypsonian che usava il nome d'arte di "Macbeth the Great"), Ralph mostrò il suo talento musicale sin dall'infanzia, in particolare con lo steel pan, e all'età di 17 anni iniziò a suonare negli show di Harry Belafonte. Rimase con la band di Belafonte per un decennio prima di decidere di mettersi in proprio. Così, nel 1967, insieme a Bill Eaton e William Salter formò la Antisia Music Incorporated, con sede a Stamford, nel Connecticut.
Nel 1971, Roberta Flack cantò il brano Where Is the Love, scritto proprio da MacDonald e Salter. Il duetto di Flack con Donny Hathaway valse alla coppia un Grammy Award alla miglior interpretazione vocale di gruppo, oltre a un disco d'oro della RIAA. Nel 1977 il suo brano Calypso Breakdown venne incluso nella colonna sonora de La febbre del sabato sera.
Una delle più note co-composizioni di MacDonald è Just the Two of Us, un singolo del 1981 cantato da Bill Withers, con la performance al sassofono di Grover Washington, Jr.. Il brano raggiunse la seconda posizione della Billboard Hot 100, e da allora è stato oggetto di cover e campionamenti da parte di molti artisti, tra cui Will Smith.
MacDonald tornava regolarmente a Trinidad e Tobago, dove continuava ad esercitarsi con lo steel pan sulle colline di Laventille. Il 18 dicembre 2011 è morto di cancro ai polmoni, lasciando la moglie Grace e i quattro figli Jovonni, Anthony, Atiba e Nefra-Ann.